# Minerva schools at KGI
 (janvier 2019).
 (juillet 2019).
Minerva Schools at KGI (École Minerva à KGI en français) est une université domiciliée à San Francisco, fonctionnant via une plateforme en ligne et disposant de plusieurs campus dans le monde. 
Il s'agit d'un partenariat entre le Minerva Project et le Keck Graduate Institute (KGI), membre du Claremont University Consortium,. Minerva propose tant une formation post-bac en quatre ans qu'un programme de master,. Le Projet Minerva, à distinguer de Minerva at KGI, est une société à but lucratif qui possède la plateforme technologique sur laquelle fonctionne l'école. 
Minerva Schools at KGI est, quant-à elle, une entité à but non-lucratif qui se base sur le Projet Minerva pour fournir ses services L'institut Minerva pour la Recherche et l'Érudition est une deuxième entité à but non-lucratif qui fournit des bourses pour les étudiants à la Minerva School, aide la recherche académique des enseignants et attribue le Prix Minerva pour l'excellence dans l'enseignement,,,.

## Histoire
En avril 2012, le Projet Minerva reçut 25 000 000 $ (USD) d'investissement de Benchmark Capital pour créer la formation post-bac que deviendra plus tard Minerva Schools at KGI, Stephen Kosslyn rejoint Minerva en mars 2013 en tant que Doyen Fondateur. Avant cela, Kosslyn officiait à la fois comme Directeur au Centre pour Études Avancées sur les Sciences Comportementales à l'Université de Stanford ainsi que Doyen des Sciences Sociales au sein de l'Université d'Havard. À Minerva, Kosslyn a supervisé le recrutement des responsables des quatre facultés de l'École des Arts & Sciences et mis en place le programme basé sur des cours au format de séminaire. En juillet 2013, le Projet Minerva s'associa avec le Keck Graduate Institute pour le lancement officiel de la Minerva School at KGI.
Minerva reçut l'accréditation régionale WASC (Western Association of Schools and Colleges) pour cinq de ses programmes Bachelor : en Sciences Sociales, en Arts & Humanités, en Sciences Naturelles, en Sciences Computationnelles et en Business.
La première promotion de Minerva fut acceptée en 2014. L'école accepta 69 étudiants sur les 2464 candidatures initiales. Sur ces 69 acceptations, 29 étudiants  décidèrent de s'inscrire effectivement. Minerva eut ainsi pour sa première promotion un taux d'admission de 2,8 % ainsi qu'un taux de rétention de 42 %.
En 2017, l'école eut un taux d'admission de 2 % et de rétention de 57 %.
Depuis 2016 Minerva a étendu son offre à des formations niveau Bac+5 en ouvrant un Master en Analyse des Décisions,.

## Corps Enseignant
Stephen Kosslyn, Doyen Fondateur Émérite, recruta les quatre premiers responsables de l'École des Arts & Sciences, :
- Dr Diane F. Halpern en tant que Doyenne Émérite en Sciences Sociales[18]
- Dr Eric Bonabeau en tant que Doyen Émérite en Sciences Computationnelles[19]
- Dr James D. Sterling en tant que Doyen Émérite en Sciences Naturelles[19]
- Dr Daniel Levitin en tant que Doyen Émérite en Arts & Humanités[20]

En janvier 2015 Minerva annonça le recrutement de Dr Vicki Chandler au poste de Doyen de la Faculté des Sciences Naturelles. Dr Chandler était auparavant Responsable du Programme à la Fondation Gordon et Betty Moore ainsi que Professeur au Département de Science des Plantes et à l'Institut BIO5 de l'Université de l'Arizona. En janvier 2018, Dr Chandler fut promue Responsable Académique de Minerva.
En janvier 2016, Dr Richard Holman fut nommé Doyen de la Faculté de Sciences Computationnelles. La même année, en novembre, furent annoncés les recrutements de Dr Brian Ross au poste de Doyen de la Faculté des Sciences Sociales, et de Dr John Percival au poste de Doyen de la Faculté de Business. En mai 2018, les facultés furent regroupées en deux divisions : la Division des Arts et Sciences, dirigées par Dr Ross., et la Division de Business et de Sciences Computationnelles, dirigées par Dr Holman.
Les Professeurs de l'école sont formés à utiliser la plateforme en ligne propriétaire de Minerva ainsi que le Forum d'Apprentissage Actif. La Faculté conserve les droits de propriété intellectuelle relatifs à leurs recherches.

## Pédagogie
Les cours se déroulent sous la forme de séminaires en ligne à l'effectif maximal de 19 étudiants. Minerva applique par ailleurs une étude de 1972 qui montre que la mémoire est améliorée par les tâches cognitives dites profondes.[source insuffisante]

## Infrastructures
Minerva possède plusieurs résidences universitaires qu'elle met à disposition de ses étudiants :
- Deux à San Francisco : une dans le quartier de Nob Hill et l'autre à Market Street
- Une à Berlin[25]
- Une à Buenos Aires[26]
- Une à Séoul[27]
- Une à Hyderabad[28]
- Une à Londres[réf. nécessaire]

Minerva n'a aucune salle de classe à proprement parler, étant donné que les cours se passent via une plateforme en ligne développée par l'école, où les étudiants participent à des classes au format de séminaire à maximum 19 élèves,,.

### Liens Externes
- (en-US) Site officiel